# Куксония
Куксония (лат. Cooksonia) — род вымерших сосудистых растений, близких к отделу Риниофиты (Rhyniophyta). Росли во время силурийского — девонского периодов практически на всех континентах. Род назван в честь палеоботаника Изабеллы Куксон.

## Ископаемые остатки
Обнаружена в 1937 году в силурийских песчаниках Шотландии (возраст около 415 млн лет). Позднее куксония была обнаружена также в верхнесилурийских отложениях Чехословакии, СССР (Подолье и Центральный Казахстан) и США (штат Нью-Йорк), а также в нижнем девоне Западной Сибири.

## Строение
Куксонии были по сравнению с другими представителями флоры того времени очень развитыми организмами. Они представляли собой ветвящиеся зелёные стебли с одиночными спорангиями луковичной формы на верхушке, высотой не более 5 см. Ветвились стебли самым примитивным образом — дихотомически. Размножение куксоний осуществлялось спорами. К земле прикреплялись с помощью ризоидов. Скорее всего, были однолетними и росли в воде. Куксонии обзавелись кутикулой, эта кожица предохраняла растение от потери воды, кроме того, у них были специальные устьица в восковой оболочке, которые позволяли им производить газообмен и контролировать испарение, а также при необходимости потреблять питательные вещества из окружающей среды.

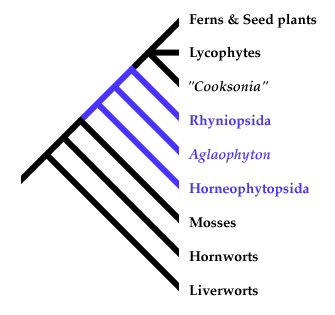
Кладограмма сосудистых растений

## Палеоэкология
Куксония является наиболее ранней из изученных форм растений, имевших примитивные приспособления, позволявшие им выживать под палящими солнечными лучами. Почва в то время представляла собой остатки микроскопических наземных водорослей, грибов и лишайников, смешанные с обломочными горными породами. Куксония закреплялась в этом примитивном грунте с помощью ризоидов. Кроме того, во времена силурийского и девонского периодов атмосфера Земли отличалась от современной, поэтому всё живое на суше подвергалось повышенному воздействию ультрафиолетовых лучей. Вероятнее всего, куксонии росли на водоемах и болотах, образуя густые прибрежные заросли. Остатки этих растений пропитались солями кремниевой кислоты, содержавшейся в воде, и смогли сохранить тончайшую микроструктуру тканей.
Куксонии не были пионерами суши. До них скалы и пески древних континентов покрывали слоистые поселения бактерий — бактериальные маты, а также лишайники, грибы и водоросли, которые подготовили примитивную почву для первых наземных растений.

## Систематика
Учёные не пришли к однозначному выводу о положении куксонии на филогенетическом древе растений. Первоначально род включали в отдел риниофитов. С конца XX века он занимает неопределённое положение (incertae sedis) среди сосудистых растений.